# Der Gaukler (Harry Thürk)
Der Gaukler ist ein Roman von Harry Thürk von 1978.

## Inhalt
Der kritische sowjetische „Wahrheitssucher“ und Möchtegern-Dichter Ignat Wetrow soll vom US-amerikanischen Geheimdienst CIA für seine Ziele instrumentalisiert werden. Dafür wird die nichtsahnende Literaturwissenschaftlerin Cathérine Laborde zu ihm nach Moskau geschickt, um persönlichen Kontakt aufzunehmen. Sie erkennt im Verlauf der Handlung, dass sie von ihren Auftraggebern für politische Zwecke missbraucht werden soll und springt im LSD-Rausch vom Hotel Kempinski in West-Berlin.
Ein spannender Agentenroman, der in Moskau, Miami Beach, West-Berlin, in den bayerischen Bergen und an weiteren Orten spielt.

## Hintergründe
Der DDR-Autor Thürk hatte bereits mehrere spannende Agentengeschichten  und Kriminalromane geschrieben. Sein Spezialgebiet waren Entlarvungsgeschichten über westliche Drahtzieher.
In diesem Roman sollten die angeblichen Abhängigkeiten osteuropäischer Dissidenten von westlichen Geheimdiensten aufgezeigt werden. Der hauptsächliche Angriffspunkt war Alexander Solschenizyn, der mit seinem Buch Archipel Gulag das Lagersystem in der Sowjetunion aufgedeckt und damit erhebliche internationale Reaktionen hervorgerufen hatte.
Aber auch kritische Schriftsteller und Oppositionelle nach der Ausweisung von Wolf Biermann waren in dieser Zeit ein großes Ärgernis für die DDR-Verantwortlichen.

## Reaktionen
Der Roman Der Gaukler wurde von der offiziellen Presse in der DDR begeistert aufgenommen. Im SED-Zentralorgan Neues Deutschland erschien eine ausführliche lobende Rezension, der weitere in anderen Zeitungen und Zeitschriften folgten.
In der Bundesrepublik wurde das Buch dagegen sehr kritisch und ärgerlich rezensiert. In der Zeit, der Frankfurter Allgemeinen Zeitung und dem Deutschland-Archiv erschienen ausführliche Artikel zu diesem Buch. Diese kritisierten sowohl den nicht stimmigen Inhalt als auch die mangelnde sprachliche Qualität als Trivialroman, der Ähnlichkeiten zu den Werken von Konsalik und Simmel habe.
In der DDR erschienen drei Hardcover- und drei Paperbackauflagen bis 1985 mit einer Auflage von über hunderttausend Exemplaren, von denen viele von offiziellen Einrichtungen, wie Parteien, Massenorganisationen usw. gekauft wurden. Thürk erhielt dafür den Vaterländischen Verdienstorden 1. Klasse. Es gab eine tschechische, eine  slowakische und eine  kubanische Übersetzung.
In der Bundesrepublik gab es keine Lizenzausgabe.
Auch nach 1990 erfolgte keine Neuauflage. Wegen der Proteste gegen das Werk trat Thürk 1995 aus dem PEN (Ost) aus.